# 島ぐるみ闘争

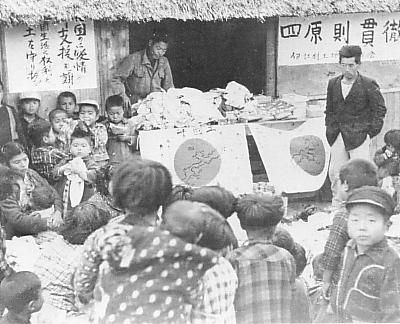
島ぐるみ闘争

島ぐるみ闘争（しまぐるみとうそう）は、1956年にアメリカ施政権下の沖縄で起きた大規模な軍用地をめぐる市民と米国民政府の間の闘争。

## 概要

### 背景
1945年の沖縄戦で沖縄を占領したアメリカ軍は、ハーグ陸戦法規（戦時国際法）に基づき、必要とする土地を占有していた。しかし、1952年にサンフランシスコ講和条約が発効され、戦時から平時に移行したため、土地使用について法的処置が必要になり、また、軍用地の地主から地代支払いの要求も高まってきた。
それに並行して、これまで占有していなかった土地についても新規に大規模な土地収用を開始して軍用地を拡張していったため、地主や農民を中心に反対運動が激化していった。

### 土地を守る四原則
琉球列島米国民政府（USCAR）は、軍用地代の「一括払い方式」を行うことで半永久的に使用する方針を示すが、立法院はこれに反対し、1954年4月30日に「土地を守る四原則」を決議した。その内容は、次の通りであった。
1. 一括払い反対 - アメリカの軍用地買い上げ、または永久使用、借地料の一括支払いは行わないこと。
2. 適正補償 - 使用中の軍用地は、住民の要求する相応の金額で、一年ごとに支払うこと。
3. 損害賠償 - 合衆国軍隊による一切の損害は、住民の要求する適正な賠償額で支払うこと。
4. 新規接収反対 - 合衆国軍隊が収用している土地で使用していない分は出来るだけ早く返還し、新たな土地の収用は絶対にしないこと。

この決議と同時に、行政府・立法院・市町村会・土地連合会の4団体は四者協議会を組織し、米国民政府と交渉することとなった。四者協議会は6名の代表を選出し、直接米本国政府との交渉に乗り出した。

### プライス勧告
四者協議会の代表団の要請に基づき、米下院軍事委員会はM.プライスを委員長とする調査団を10月に沖縄へ派遣し、調査活動を行う。この調査団が1956年に議会へ提出した報告書が「プライス勧告」である。6月7日、モーア民政副長官はその骨子を公表したが、それは次のようなものであった。
1. 土地料の値上げを認める
2. 不要の土地は返還する
3. 軍用地は絶対所有権を確保して、土地代は一括払いとする
4. 新規接収は最小限にとどめる

その中に「一括払い方式」が明記されていたため、沖縄の世論は沸騰した。

### 島ぐるみ闘争
同日、立法院は緊急本会議を開催して「四原則貫徹」を決定、日本国政府にも断固たる態度を要求した。行政主席の比嘉秀平も四原則貫徹を誓う。また土地連は、6月14日に総会を開き、「行政府、立法院、市町村長や議員」などの総辞職で軍用地政策強行阻止を提案した。翌6月15日、四者協は土地協提案通りに総辞職し、住民大会、本土への代表派遣を決める。6月18日、四者協は「四原則貫徹本部」を設置し、また民間16団体がこれを支持し住民の共闘組織結成を決める。
6月20日、プライス勧告全文が発表され、全沖縄64市町村のうち56で市町村住民大会が開かれる。こうして土地をめぐる「島ぐるみ」の闘争が展開された。7月28日、那覇高校グラウンドで開催された「四原則貫徹県民大会」には約15万人が結集した。

### オフ・リミッツ
沖縄住民の島ぐるみ闘争に対抗して、米軍は、中部地域に軍関係者の民間地域への無期限立ち入り禁止（オフ・リミッツ）を採った。これは米軍人を顧客とする事業にとっては一種の経済封鎖となり、沖縄住民の側は譲歩を迫られる結果となった。

### 問題の決着
1958年4月12日、ジェームス・E・ムーア高等弁務官は一括払い中止を公表する。また同年、大幅な土地使用料の値上げが行われた。しかし一方で、新規接収は黙認され、損害賠償は未解決であった。土地使用料は原則毎年払いとされたが、希望者には10年分前払いも認められた。同年12月末、立法院は関係法案を可決し、土地問題に決着が付いた。

## 闘争の影響
島ぐるみ闘争の結果、米軍側は経済面で沖縄住民側に譲歩したが、土地の使用権が確立され、その利用のルールが整備された。対する沖縄住民側は、政治的には米軍側へ譲歩したが、地代の大幅引き上げに成功し、接収で受けた被害の補償が得られるようになった。また一定の譲歩を引き出すことに成功したことで、後の祖国復帰運動に多大な影響を与えた。

## 関連人物
- 比嘉秀平 - 行政主席として四原則貫徹を支持し、四者協に参加するが、1956年10月に急逝する。それに伴い、那覇市長当間重剛が行政主席となるが、後任の那覇市長には沖縄人民党の瀬長亀次郎が当選する。
- 阿波根昌鴻 - 伊江島で土地が接収されたのを機に「乞食行進」を展開し、島ぐるみ闘争に火をつけた。
- 桑江朝幸 - 市町村軍用土地委員会連合会（土地連）代表として闘争を展開した。後に沖縄市長となる。
- 瀬長亀次郎 - 島ぐるみ闘争の渦中で那覇市長に当選するが、米国民政府により追放される。
- 屋良朝苗 - 後の行政主席、沖縄県知事。当時、沖縄教職員会会長として島ぐるみ闘争に参加し、「土地を守る協議会」の会長となる。後の沖縄県祖国復帰協議会への地歩を築く。